# Haltunchén
Haltunchén es una localidad del Municipio de Seybaplaya en el estado de Campeche localizado en el sureste de México.

## Localización
Haltunchén se encuentra al sur de la ciudad de Seybaplaya.

## Demografía
Según el censo de 2020 realizado por el INEGI, la población de la localidad era de 230 habitantes.